# Flughafen Kopitnari

i8
i11
i13
Der Internationale Flughafen Kopitnari (georgisch ქუთაისის საერთაშორისო აეროპორტი, Kutaissis saertaschorisso aeroporti, auch Internationaler Dawit-der-Erbauer-Flughafen, IATA-Code: KUT, ICAO-Code: UGKO)  ist der zweitgrößte Verkehrsflughafen in Georgien. Er liegt 14 Kilometer westlich von Kutaissi, der drittgrößten Stadt Georgiens, und 12,5 Kilometer östlich von Samtredia und ist derzeit (Stand November 2019) der zweitgrößte von drei internationalen Flughäfen in Georgien.

## Geschichte
Das aktuell bestehende Abfertigungsgebäude wurde am 27. September 2012 eröffnet. Mit einer Gesamtfläche des Flughafengebäudes von 4.500 m² war die Abfertigung von bis zu 1 Million Passagieren pro Jahr möglich.
Der Flughafen soll insbesondere für Billigairlines attraktiv sein. Die Passagierzahlen stiegen ab Mitte der 2010er vor allem durch die von Wizz Air durchgeführten Verbindung zu verschiedenen europäischen Städten.
Aufgrund dieser stark steigenden Passagierzahlen wurde die Erweiterung des Terminals beschlossen. Die Arbeiten, die 2017 starteten, wurden 2021 abgeschlossen und kosteten 110 Millionen Lari. Dadurch können nun jährlich bis zu 2,5 Millionen Passagiere abgefertigt werden. Die Fläche des Terminals stieg von 4.800 m² auf 30.000 m² und die Zahl der Abfertigungsschalter wurde von 10 auf 18 erhöht. Es stehen nun 8 Gates zur Verfügung.

## Fluggesellschaften und Ziele
| Fluggesellschaften             | Ziele |
| ------------------------------ | --- |
| Bees Airline                   | Kiew |
| Belavia                        | Minsk |
| Fly Arystan                    | Aqtau, Atyrau, Astana |
| Ukraine International Airlines | Charkiw, Kiew-Boryspil |
| SCAT Airlines                  | Aqtau |
| Wizz Air                       | Berlin-Schönefeld, Breslau, Budapest Liszt Ferenc, Dortmund, Eindhoven, Kaunas, Kattowitz, Kavala, Larnaka, London Luton, Mailand-Malpensa, Memmingen, Beauvais, Prag, Rom Fiumicino Tallinn, Thessaloniki, Vilnius, Warschau Chopin, Wien u.v.m. |

## Statistik
Ein signifikantes Wachstum an Passagieren war kurz nach Neueröffnung des Flughafens Kopitnari im Jahr 2012 zu verzeichnen, hauptsächlich durch die Wizz Air mit Flügen nach Polen und in die Ukraine.
| Jahr | Anzahl Passagiere | Unterschied zum Vorjahr |
| ---- | ----------------- | ----------------------- |
| 2010 | 7.446             |                         |
| 2011 | 4.527             | ▼ 40,3 %                |
| 2012 | 12.932            | ▲ 185,7 %               |
| 2013 | 187.939           | ▲ 1353,3 %              |
| 2014 | 218.003           | ▲ 16,0 %                |
| 2015 | 182.954           | ▼ 16,1 %                |
| 2016 | 271.363           | ▲ 48,3 %                |
| 2017 | 405.173           | ▲ 49,3 %                |
| 2018 | 617.373           | ▲ 52,4 %                |
| 2019 | 873.616           | ▲ 41,5 %                |